# Matsuyama (Familienname)
Matsuyama (jap. 松山) ist ein japanischer Familienname.

## Herkunft und Bedeutung
Matsuyama ist ein Wohnstättenname, der auf die Bedeutung der Kanji 松 (dt. Kiefer) und 山 (dt. Berg) zurückgeht. Er bezeichnete also Personen, die an einem mit Kiefern bewachsenen Berg wohnten.

## Namensträger
- Daichi Matsuyama (* 1974), japanischer Fußballspieler
- Hideki Matsuyama (* 1992), japanischer Golfspieler
- Hiroaki Matsuyama (* 1967), japanischer Fußballspieler
- Ken’ichi Matsuyama (* 1985), japanischer Schauspieler
- Kenta Matsuyama (* 1998), japanischer Fußballspieler
- Kiminori Matsuyama (* 1957), japanischer Wirtschaftswissenschaftler
- Kyōsuke Matsuyama (* 1996), japanischer Fechter
- Masanori Matsuyama (* 1950), japanischer Astronom
- Nami Matsuyama (* 1998), japanische Badmintonspielerin
- Matsuyama Takashi (Szenenbildner) (1908–1977), japanischer Szenenbildner
- Takashi Matsuyama (Schauspieler) (* 1960), japanischer Schauspieler und Synchronsprecher
- Takuma Matsuyama (* 2004), japanischer Motorradrennfahrer
- Yoshiyuki Matsuyama (* 1966), japanischer Fußballspieler
- Matsuyama Zenzō (1925–2016), japanischer Drehbuchschreiber und Regisseur